# 高嶋圭子
高嶋 圭子（たかしま けいこ）は、日本の作曲家、編曲家。ハラヤミュージックエンタープライズ所属。

## 人物
- 東京藝術大学音楽学部作曲科卒業[1]。
- 世界的に有名なパリ・トロンボーン四重奏団に献呈作品を提供している[1]。
- 1996年のひろしま国体では開会式、閉会式のファンファーレを作曲[1]。

## 主な作品
- メモリーズ（トロンボーン四重奏）
- 4本のトロンボーンのためのパスピエ（トロンボーン四重奏）
- わらべうた（トロンボーン四重奏）
- スクエア・ダンス（トロンボーン四重奏）
- 幻想曲「五木の子守歌」（トロンボーン）
- 夜の静寂に（トロンボーン）
- 組曲「遊園地にいこう」（金管八重奏）

他